# Cathédrale Saint-Boris-et-Saint-Gleb de Daugavpils
La cathédrale Saint-Boris-et-Saint-Gleb est la cathédrale orthodoxe de Daugavpils, ville de Lettonie à majorité russophone.

## Histoire

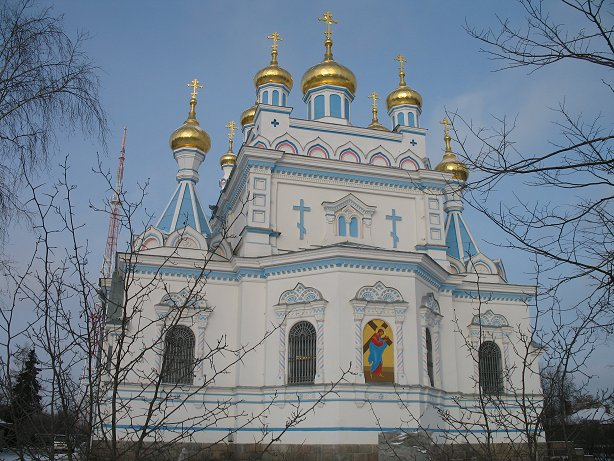
Vue de l'abside

Une église orthodoxe de garnison avait déjà été construite à cet emplacement en 1866 sous le gouvernorat du général von Kaufmann à Dunabourg (le nom de la ville à l'époque). Surnommée l'église de fer à cause de sa décoration, elle est transportée en 1903 à Tsarygrad (aujourd'hui Jersika, à 165 km au sud-ouest de Riga), tandis que l'on décide d'en construire une plus grande à sa place. La cathédrale est donc édifiée entre 1904 et 1905 sur la colline des églises du quartier de Jaunbūve (Novoïe Stroïenie) de ce qui était alors Dvinsk, faisant partie de l'Empire russe. Elle se trouve à côté de l'église Martin Luther, construite en style néo-gothique pour la communauté germano-balte luthérienne, de l'église de l'Immaculée-Conception, construite en style néo-baroque pour la communauté catholique polonaise et de l'église des Vieux-Croyants.

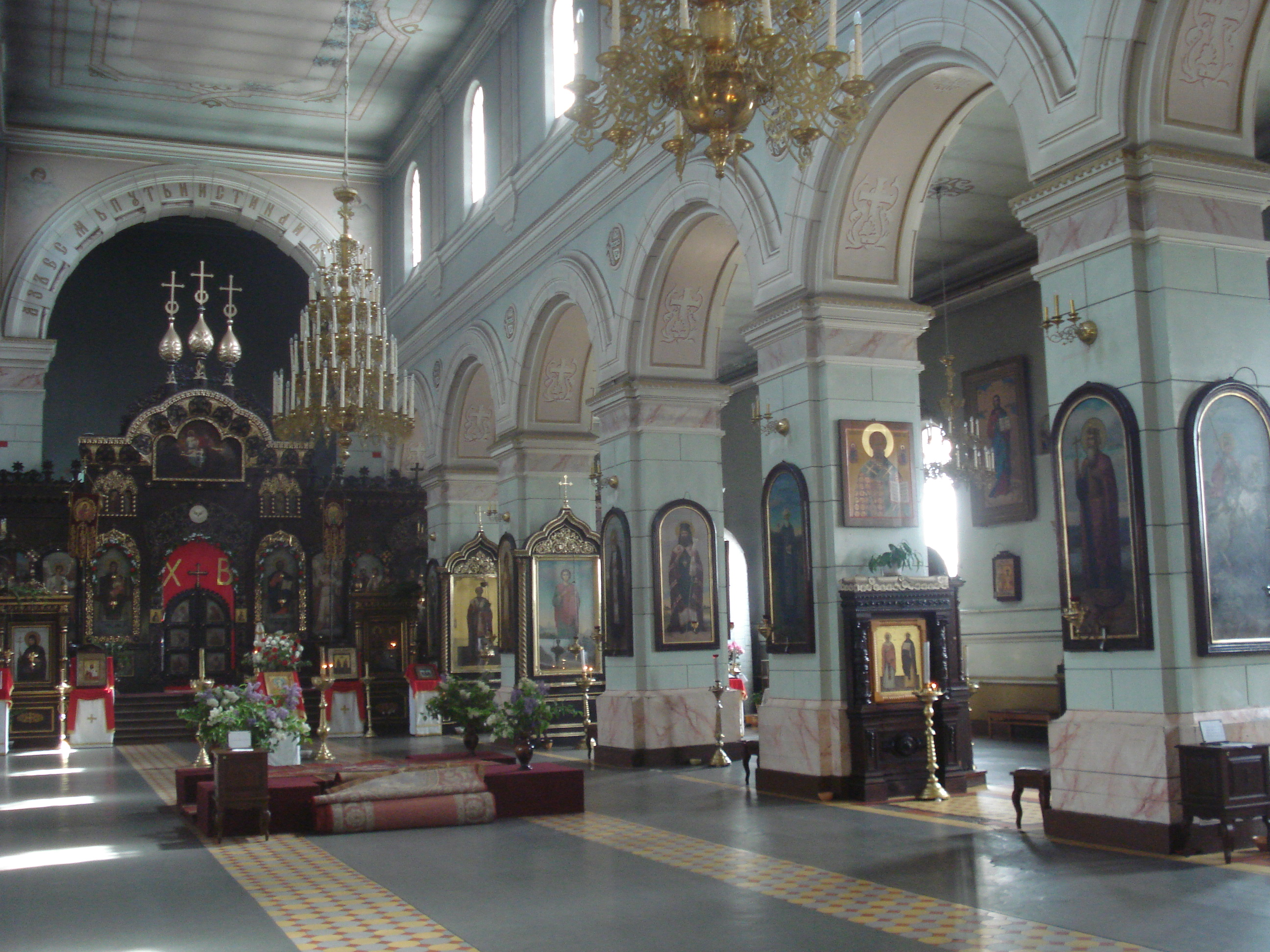
Intérieur de la cathédrale

La cathédrale est la plus grande église orthodoxe de Lettonie, puisqu'elle peut accueillir 5 000 fidèles. Elle mesure 40 mètres de long sur 20 mètres de largeur. Elle est de style néo-russe et sa plus haute tour mesure 56 mètres de hauteur.
L'église est restaurée en 1922 et 1923, car elle avait souffert de vols et de dommages pendant la Première Guerre mondiale. Une nouvelle toiture est installée en 1927 et l'intérieur est réaménagé en 1930 et 1931. Deux communautés paroissiales s'y côtoient, l'une priant en slavon, l'autre en letton.
La cathédrale, contrairement à d'autres, n'est pas fermée par les autorités communistes lettonnes après la Seconde Guerre mondiale, mais souffre de deux incendies. L'église est rénovée entre 2004 et 2008 avec une nouvelle coupole.